# Acachapan y Colmena 4.ª Sección
Acachapan y Colmena 4.ª Sección es una localidad del municipio de Centro ubicado en la subregión centro del estado mexicano de Tabasco.

## Geografía
La localidad de Acachapan y Colmena 4.ª Sección se sitúa en las coordenadas geográficas 18°08′24″N 92°42′25″O / 18.140000, -92.706944, a una elevación de 10 metros sobre el nivel del mar.

## Demografía
Según el Conteo de Población y Vivienda 2020, efectuado por el Instituto Nacional de Estadística y Geografía, la localidad de Acachapan y Colmena 4.ª Sección tiene 751 habitantes, de los cuales 387 son del sexo masculino y 364 del sexo femenino. Su tasa de fecundidad es de 2.63 hijos por mujer y tiene 209 viviendas particulares habitadas.
| Gráfica de evolución demográfica de Acachapan y Colmena 4.ª Sección entre 1970 y 2020 |
|                                                                                       |
| INEGI.                                                                                |